# Thế kỷ 19 TCN
Thế kỉ 19 TCN bắt đầu từ ngày đầu tiên của năm 1900 TCN và kết thúc vào năm 1801 TCN.